# 賴日艾清真寺

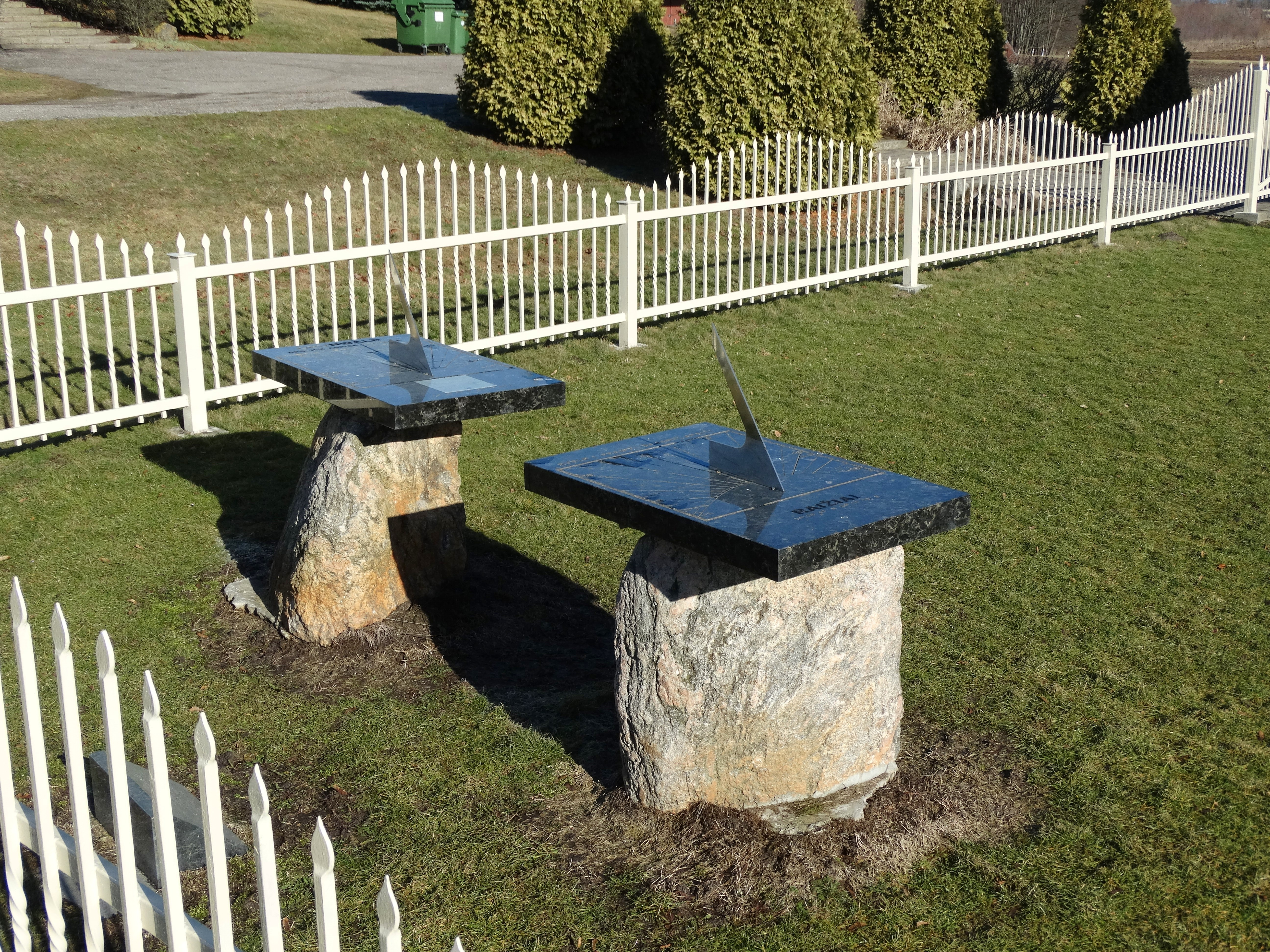
清真寺旁的日晷

賴日艾清真寺是立陶宛阿利圖斯縣賴日艾的一座木造清真寺，建於1889年，其敏拜爾為17世紀末雕製，是立陶宛現存最古老的伊斯蘭藝術品。蘇聯統治時期賴日艾清真寺為全立陶宛唯一持續運作的清真寺。1999年此清真寺被立陶宛政府指定為文化遺產（編號24828）。

## 歷史
賴日艾清真寺所在的城鎮賴日艾建於15世紀末，居民以韃靼人為主，現仍存有韃靼人的墓園遺址。早在1556年的文獻便記載此地有清真寺，有觀點認為該清真寺實位於鄰近城鎮巴佐萊，也有學者認為兩地分別有一座清真寺。
現址的清真寺則是建於1889年，立陶宛歷史學家塔瑪拉·拜拉紹斯凱特提及1880年當地政府頒發建造許可，1889年清真寺落成，且為全新建造，而非重修原有的清真寺。蘇聯時期賴日艾清真寺為全立陶宛唯一持續運作的清真寺，1990年至1993年清真寺曾經重修，2019年當地韃靼社群再次進行翻修。賴日艾的韃靼社群人數逐年萎縮，現時賴日艾清真寺只在重大節日時才有穆斯林聚集禮拜，平時每週五的主麻日不會舉行聚禮。

## 建築
賴日艾清真寺為一木造清真寺，外觀為長方形，立面呈五邊形；入口不具有門廳，僅有左右兩道木門，左側的單門為女性入口，右側的雙門則為男性入口，清真寺內部男性與女性的禮拜區有牆相隔；男性禮拜區中的敏拜爾（清真寺中教士向信徒講道的座位）為1686年波蘭立陶宛聯邦時期打造，其中一側雕於1684年，側面有阿拉伯文與一些圖形雕飾，為立陶宛現存最古老的伊斯蘭藝術品，此敏拜爾是由十九世紀末焚毀的巴佐萊的清真寺移至此地，且可能為一名韃靼木匠的作品；對側的立面朝南並設有米哈拉布，米哈拉布的兩側有窗戶；叫拜樓為六邊形且不高；側牆有三扇窗戶；清真寺屋頂原為木瓦，1923年更換為紅色鐵皮屋頂；目前清真寺四周有金屬圍籬環繞。
2010年，為紀念立陶宛戰勝條頓騎士團的格倫瓦德之戰500週年，賴日艾清真寺旁設立了兩座日晷，一個顯示當地時間，另一個則顯示戰場原址格倫瓦德（位於今波蘭境內）的時間；同年清真寺附近的山丘上設立了一座維陶塔斯的紀念碑。